# Rwanda aux Jeux olympiques
Le Rwanda participe aux Jeux olympiques d'été depuis 1984. Le pays n'a jamais participé aux Jeux d'hiver. 
Le Rwanda n'a jamais remporté de médailles.
Le Comité National Olympique et Sportif du Rwanda a été créé en 1984 et a été reconnu par le Comité international olympique (CIO) la même année.

## Histoire
Le Rwanda à fait ses débuts aux Jeux Olympiques en 1984 en envoyant une délégation de trois athlètes à Los Angeles. Il s'agit de leur première participation à des Jeux Olympiques d'été. 
4 ans plus tard, le Rwanda participe au Jeux Olympiques d'été de 1988 à Séoul en Corée du sud en envoyant une délégation de 6 athlètes, c'est leur deuxième participation à des Jeux Olympiques d'été. Le porte-drapeau du Rwanda lors de la cérémonie était Mathias Ntawulikura. 

Image montrant le Rwanda sur le globe

Il est important de noter que le Rwanda n'a jamais participé aux Jeux olympiques d'hiver et n'a jamais remporté de médaille olympique à ce jour. 